# Slaget vid Lobositz

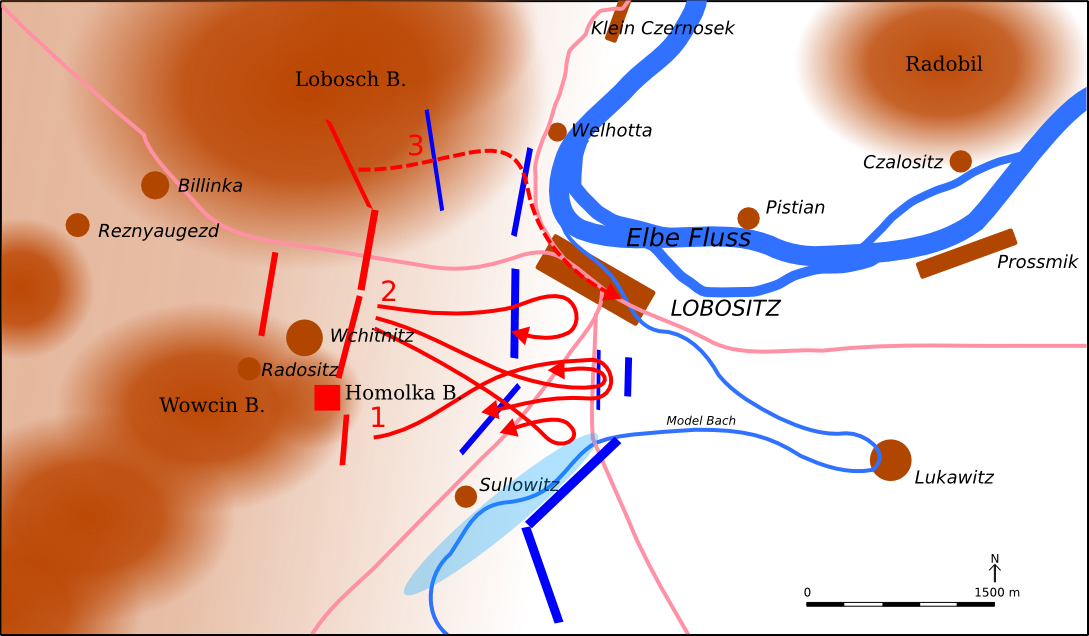
Karta över slagfältet.

Slaget vid Lobositz eller Lovosice den 1 oktober 1756 inledde kriget i fält under Sjuårskriget. Den preussiska styrkan under Fredrik den store på 29 000 man hindrade den österrikiska styrkan under fältmarskalk Maximilian Ulysses Browne på 34 500 man från att hjälpa de belägrade sachsiska allierade, som kapitulerade två veckor senare.

## Upptakten
Fredrik menade att det var bäst att slå till först, och den 29 augusti 1756 invaderade han Sachsen med de flesta från sin preussiska armé, i kontrast mot vad hans brittiska allierade tyckte. Varken den sachsiska eller den österrikiska armén var redo för krig. Den sachsiska armén upprättade en stark försvarsställning i närheten av Pirna, och Fredrik hade inget annat val än att isolera dem och låta dem svälta ihjäl.
En österrikisk armé satte sig för att hjälpa Sachsen, men blev attackerade av Fredriks styrkor i närheten av staden Lobositz (tjeckiska: Lovosice), vid floden Elbe i dagens Tjeckien. 
Von Browne, den österrikiske generalen, hade gett order till en liten styrka på andra sidan Elbe om att dra till den sachsiska armén i Pirna, men de kallades tillbaka efter att ha hört att Fredrik var på väg.

## Slaget
Den österrikiske armén satte upp försvaret på en ås, Lobosch (Lovoš), ovanför berget Homolka, längs med Elbe vid den lilla floden Morellenbach (Modla). Även om den lilla älven visserligen inte var djup och kunde korsas av infanteriet så hade den ändå brutit upp formationerna.
I tjock dimma närmade preussarna sig. En kroatisk styrka öppnade eld mot dem och Fredrik, som trodde att han stod framför en mindre underavdelning till den österrikiska armén, gav order till en liten bataljon av infanteriet om att rycka fram.
Infanteriet rensade den nedre delen av Homolka, medan det preussiska artilleriet fördes fram i position. Från en terrass hade de utsikt och klar väg över dalen och det österrikiska kavalleriet.
Efter dimman lättat blev infanteriet i det preussiska ett centrerat mål för det österrikiska artilleriet. Fredrik förstod snabbt att hans styrka inte stod emot den österrikiska underavdelningen, utan hela fältarmén. För att ta reda på mer gav han order till sitt kavalleri om att rycka fram i syfte att rekognosera.
Efter att ha närmat sig Sullowitz blev de träffade av skott och sviktade mot vänster. Detta ledde till att det österrikiska kavalleriet ryckte fram från vänster. I ett försök att ta sig runt österrikarnas flank ledde oberst von Blumenthal sin Garde du Corps, som var närmast Sullowitz, i ett motangrepp som ledde dem inom räckvidden för musketörerna från byn. Von Blumenthals häst sköts och han fick själv ett skott i nacken som gav honom en livslång skada.
Det preussiska kavalleriet gick till angrepp  på österrikarna två gångar utan att lyckas. Fredrik trodde slaget allt som allt hade förlorats och ville lämna slagmarken. Han sa att "detta är inte längre samma österrikare".
August Wilhelm av Braunschweig-Bevern, som hade kommando över den preussiska vänsterflanken, lyckades storma den österrikiska högerflanken med infanteriet. Preussarna ryckte fram med bajonetterna och många hade gått tomhänta utan ammunition. Soldaterna jagade österrikarna genom den brända staden Lobositz. Den österrikiska armén gjorde reträtt och lät preussarna vara tillbaka på slagmarken.

## Resultat
Preussarna och österrikarna förlorade ungefär 2 900 man var. Den österrikiska armén drog sig tillbaka intakt, och von Browne lyckades få en styrka runt preussarna till de belägrade sachsarna, men det var lite för sent. Den sachsiska armén i Pirna kapitulerade den 14 oktober innan österrikarna nådde fram, och Sachsen gav upp dagen därpå. Både den preussiska och den österrikiska armén drog sig tillbaka för vintern.